# Eojjeoda 18
Eojjeoda 18 (), nota anche con il titolo internazionale in lingua inglese 18 Again ( "Nuovamente diciottenne") è una serie televisiva sudcoreana del 2018.

## Trama
Oh Kyung-whee, liceale costantemente bullizzato dai compagni di classe, medita il suicidio. La giovane Han Na-bi lo distoglie però dal suo proposito, spingendolo a dare il massimo; poco dopo, la ragazza si toglie tuttavia la vita. Giunto a trent'anni, Kyung-whee non ha minimamente dimenticato il suo primo amore, né compreso le motivazioni che portarono la ragazza a una tale decisione; quando l'uomo ha l'occasione di ritornare indietro nel tempo, decide così di salvare la giovane e cambiare il suo futuro.